# Richard Wollheim
Richard Arthur Wollheim (* 5. Mai 1923 in London; † 4. November 2003 ebenda) war ein englischer Philosoph, der durch seine Arbeit auf den Gebieten Ästhetik und Philosophie des Geistes (mind) bekannt wurde. Eine seiner letzten Arbeiten galt den Emotionen. Sein Hauptwerk Painting as an Art ist eine philosophische Psychologie der Malerei. Wollheim war ab 1992 der Präsident der Britischen Gesellschaft für Ästhetik.

## Leben
Richard Wollheim – Sohn eines Intendanten und einer Schauspielerin – besuchte die Westminster School in London und 1941/42 und von 1945 bis 1948 das Balliol College in Oxford. Wollheim kämpfte im Zweiten Weltkrieg in Europa. 1949 schloss er das Studium in Oxford mit Bachelor und Masters ab. Er hatte Philosophie, Politische Wissenschaften und Wirtschaftswissenschaften studiert. Wollheim lehrte am University College London, wo er der Grote Professor of Mind and Logic wurde und von 1963 bis 1982 der Dekan der Fakultät war. Wollheim war Gastdozent in Harvard, an der Universität von Minnesota, der City University in New York und anderswo.
Er verließ England in Protest gegen den Thatcherismus und ging zuerst an die Columbia-Universität (1982–1985), dann nach Berkeley. Er lehrte dort bis 2002 und stand der philosophischen Fakultät von 1998 bis 2002 vor. 2002/03 amtierte er als Präsident der American Philosophical Association (Pacific Division). Seit 1972 war er Mitglied (Fellow) der British Academy. 1986 wurde er in die American Academy of Arts and Sciences gewählt. Von 1989 bis 1996 war er, neben Berkeley, an der Universität von Kalifornien in Davis.
Als Emeritus war er für kurze Zeit Gastdozent am Balliol College. Wollheims Vorlesungen über Malerei als Kunst, die er 1984 als Andrew M. Mellon Dozent der Schönen Künste, an der National Gallery of Art, in Washington, D.C. hielt, wurden 1987 als Painting as an Art veröffentlicht. Sein Buch Emotions beruht auf den Ernst Cassirer Lectures 1991 in Yale.
Wollheim war bekannt für seine Vermittlung von analytischer Philosophie und Sigmund Freuds Lehre.
Sein konzentrierter kurzer Text Art and its Objects war eine der wichtigsten Abhandlungen der angelsächsischen analytischen Ästhetik. Wollheim wurde in weiten Kreisen wegen seiner Arbeit über den Minimalismus der modernen Kunst bekannt, aber der Essay von 1965, Minimal Art, behandelte nicht die Minimal Art.
Er hat in den 1960er Jahren den Roman A Family Romance geschrieben, und auch die posthum erschienene Autobiographie Germs: A Memoir of Childhood wurde freundlich aufgenommen.

## Veröffentlichungen

### Monografien
- F. H. Bradley. Penguin, Harmondsworth, 1959. Zweite Auflage, 1969.
- Socialism and Culture, Fabian Tract, Nr. 331. Fabian Society, London, 1961.
- On Drawing an Object.  Lewis, London, 1965.  Seine Antrittsvorlesung vom 1. Dezember 1964. Repr. in On Art and the Mind.
- Art and Its Objects: An Introduction to Aesthetics,  Harper & Row, New York, 1968.
- Art and its Objects: With Six Supplementary Essays. 2d edition. Cambridge University Press, Cambridge, 1980.
  - Deutsche Ausgabe: Objekte der Kunst, Suhrkamp, Frankfurt, 1982. Mit den sechs zusätzlichen Essays der Ausgabe von 1980. Max Looser (Übersetzer).
- A Family Romance, Jonathan Cape, London, 1969.  Ein Roman.
- Freud, Fontana, London, 1971. Die amerikanische und spätere britische Ausgaben als Sigmund Freud.
  - Deutsche Ausgabe: Sigmund Freud, München, Deutscher Taschenbuch Verlag, 1972.
- On Art and the Mind: Essays and Lectures, Harvard University Press, Cambridge, Mass., 1973. Aufsätze.
- The Good Self and the Bad Self: The Moral Psychology of British Idealism and the English School of Psychoanalysis Compared, 1975. Repr. in The Mind and Its Depths.
- The Sheep and the Ceremony, 1976. Repr. in The Mind and Its Depths.
- The Thread of Life, Harvard University Press, Cambridge, Mass., 1984.
- Painting as an Art, Harvard University Press, Cambridge, Mass., 1987.
- The Mind and Its Depths, Harvard University Press, Cambridge, Mass., 1993. Aufsätze.
- On the Emotions, Yale University Press, New Haven, 1999.
  - Deutsche Übersetzung: Emotionen. Eine Philosophie der Gefühle. Übersetzt von Dietmar Zimmer. Beck, München 2001.
- Germs: A Memoir of Childhood, Waywiser Press, London, 2004.

### Herausgeberschaft
- The Image in Form: Selected Writings of Adrian Stokes, Penguin, Harmondsworth, 1972. R. Wollheim, Introduction, S. 9–31.
- Freud: A Collection of Critical Essays (1974).
- Philosophical Essays on Freud, with James Hopkins.  Cambridge: Cambridge University Press, 1983.
- R.B.Kitaj : A Retrospective, with Richard Morphet.  London: Tate Publishing, 1994.

### Aufsätze
- Minimal Art, In: Arts Magazine, (Januar) 1965, S. 26–32. Repr. in On Art and the Mind.
- On Expression and Expressionism. In: Revue Internationale de Philosophie, Band 18, 1964, S. 270–289.
- Nelson Goodman’s Languages of Art. In: The Journal of Philosophy, Band 62, Nr. 16 (August), 1970.
- Adrian Stokes, Critic, Painter, Poet. In: The Times Literary Supplement,  (17. Februar) 1978, S. 207–209.
- A Bed out of Leaves. In: London Review of Books, Band 25, Nr. 23 (4. Dezember) 2003.